# Karta Jakarcka
Karta Jakarcka (Dżakarcka) – dokument uchwalony 22 czerwca 1945, będący między innymi rezultatem prac Rady Opracowującej Przygotowania do Niepodległości Indonezji.
Zawierał zapisy opierające się na zmodyfikowanej wersji Pancasili. Mówiły one o monoteizmie, przestrzeganiu i poszanowaniu zasad islamu przez muzułmanów, oświeconym humanitaryzmie, demokracji, sprawiedliwości społecznej oraz zjednoczeniu kraju. 
W konstytucji Indonezji z 18 sierpnia 1945 zrezygnowano z odwołań do Karty, obawiając się, że jej postanowienia mogłyby wywołać sprzeciw wschodnich, w przeważającej części chrześcijańskich prowincji. W późniejszych latach różne organizacje muzułmańskie domagały się zmiany tego stanu.